# Un viaggio chiamato vita
Un viaggio chiamato vita (in giapponese: Jinsei no tabi wo yuku (人生の旅をゆく?)) è un saggio della scrittrice giapponese Banana Yoshimoto, scritto nel 2006 e pubblicato per la prima volta in Italia da Feltrinelli nel 2010. 

## Descrizione
Nella postfazione presente nell'edizione italiana, la scrittrice dichiara di non sentirsi particolarmente portata per i saggi, tuttavia ammette di aver fatto del suo meglio per la riuscita di questo libro, raccontando con sincerità le sue vicende personali.
Il libro si compone di 47 brevi racconti riguardanti episodi di vita e di viaggio della scrittrice, divisi in tre sezioni. Un oggetto, un profumo, un piccolo dettaglio portano alla mente della scrittrice delle sensazioni e dei ricordi particolari della sua vita. La prima sezione si compone principalmente di ricordi legati ai viaggi (in Asia, in Italia, in Egitto o in Sud America): l'autrice si concentra spesso sulle differenze che ha notato tra il paese straniero e il frenetico Giappone moderno. Il profumo del rosmarino la trasporta in Sicilia, il freddo le ricorda l'inverno trascorso alle terme in Toscana, la vista dei coralli evoca in lei il ricordo di una spiaggia piena di piccoli frammenti. Da queste esperienze, la scrittrice trae una serie di riflessioni sulla vita, sull'importanza dei ricordi e sul legame dell'uomo con l'uomo stesso, con la natura e con gli animali. La seconda sezione è una raccolta variegata di esperienze, persone, ricordi sparsi narrati con il consueto stile delicato della scrittrice. La terza sezione si concentra di più sulla vita, sulle persone, sulla morte: un bar o un cibo particolare scatenano il ricordo di un caro amico scomparso, della morte del cane o della nascita di suo figlio. Spesso si fa riferimento alla società moderna, così distante dalla società degli anni settanta in cui la scrittrice era adolescente: gli uomini hanno perso il contatto umano, mentre la quotidianità dei gesti si è tramutata in automazione e freddezza. Così come dei viaggi, tutto ciò che rimane della vita sono i ricordi, che col tempo diventano piacevoli anche se riferiti a vicende dolorose.

## Edizioni
- Banana Yoshimoto, Un viaggio chiamato vita, traduzione di Gala Maria Follaco, 1ª edizione, collana I Canguri, Milano, Feltrinelli, 2010,  p. 192, ISBN 978-88-07-70224-2.